# Gubben kom!
Gubben kom! är en memoarbok skriven av Gösta Gustaf-Janson och utgiven 1990.

## Handling
Gubben kom! är andra delen av Gustaf-Jansons memoarer, den handlar om åren 1921-1937. En tredje memoarvolym var planerad men verkar inte ha blivit färdig.

## Källa
- Gustaf-Janson, Gösta (1990). Gubben kom!. Stockholm: Albert Bonniers Förlag. Libris 7147904